# یوزف میلسلاو هوربان
یوزف میلُسلاو هوربان (انگلیسی: Jozef Miloslav Hurban; ۱۹ مارس ۱۸۱۷ – ۲۱ فوریهٔ ۱۸۸۸) رهبر شورای ملی اسلواکی و قیام اسلواکی در ۱۸۴۸ بود. او نویسنده، روزنامه‌نگار، سیاستمدار، سازمان دهنده زندگی فرهنگی اسلواکی و یک کشیش معترض بود. او از طرفداران یان کولار و بعدها از لودویت اشتور بود. پسرش، اسوتوزار هوربان وایانسکی، راه او را هم به عنوان نویسنده و هم به عنوان ملی‌گرا دنبال کرد. شهر هوربانوو در جنوب اسلواکی و سیارک ۳۷۳۰ هوربان هر دو به نام او نامگذاری شده‌اند.